# Терсинка (село)
Терсинка — село в Руднянском районе Волгоградской области, в составе Руднянского городского поселения.
Население — 67 (2010)

## История
В Историко-географическом словаре Саратовской губернии, составленном в 1898—1902 годах, значится как деревня Руднянской волости Камышинского уезда Саратовской губернии. Также деревня была известна под названием Мазуровка. Дата основания неизвестна. Первоначально принадлежала Нарышкиным, затем перешла к Четвертинским. Деревню населяли малороссы, православные, бывшие князей Четвертинских. В деревне имелась пристань (на Медведице) и винокуренный завод. В 1894 году открыта школа
С 1928 года — в составе Руднянского района Камышинского округа (округ упразднён в 1930 году) Нижне-Волжского края (с 1935 года Сталинградского края, с 1936 года — Сталинградской области, с 1961 года — Волгоградской области). С 1979 года — в составе Руднянского поссовета

## Физико-географическая характеристика
Село находится в лесостепи, на правом высоком берегу реки Терсы, при впадении последней в Медведицу. Село расположено в пределах возвышенности Медведицкие яры. Рельеф местности холмисто-равнинный. В окрестностях — пойменные леса. Почвы — чернозёмы южные. Высота центра населённого пункта — около 110 метров над уровнем моря. К югу от села высота местности постепенно повышается, достигая 180 и более метров над уровнем моря.
Расстояние до областного центра города Волгограда составляет 310 км, до районного центра посёлка Рудня — 13 км.
Часовой пояс
Терсинка, как и вся Волгоградская область, находится в часовой зоне МСК (московское время). Смещение применяемого времени относительно UTC составляет +3:00.

## Население
Динамика численности населения
| 1862 | 1886 | 1891 | 1894 | 1897 | 1911 | 1987 | 2002 |
| ---- | ---- | ---- | ---- | ---- | ---- | ---- | ---- |
| 623  | 921  | 953  | 980  | 960  | 981  | ≈70  | 101  |

| 2010 |
| ---- |
| 67   |